# L’Aquila

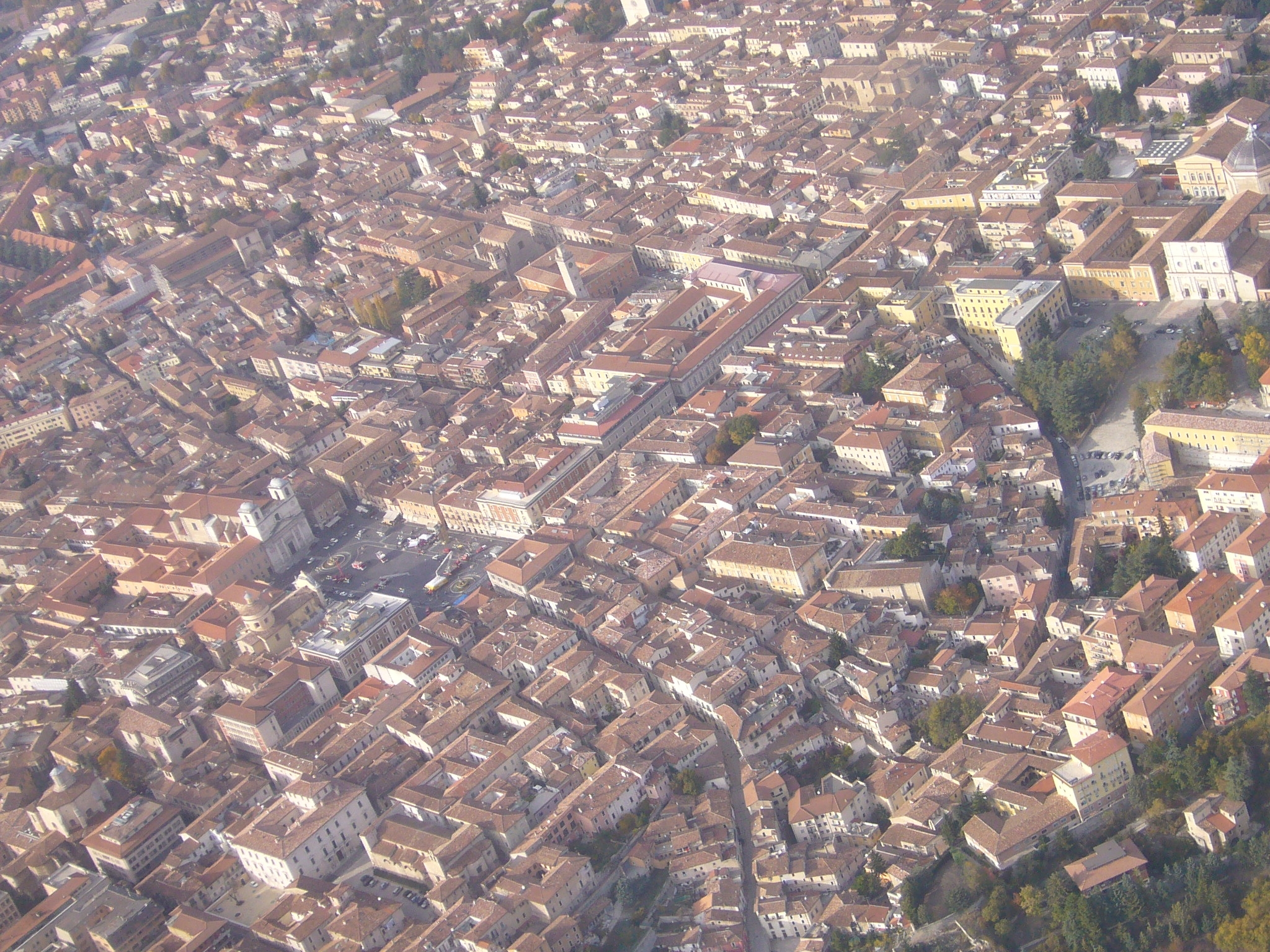
Centrum L’Aquila z lotu ptaka

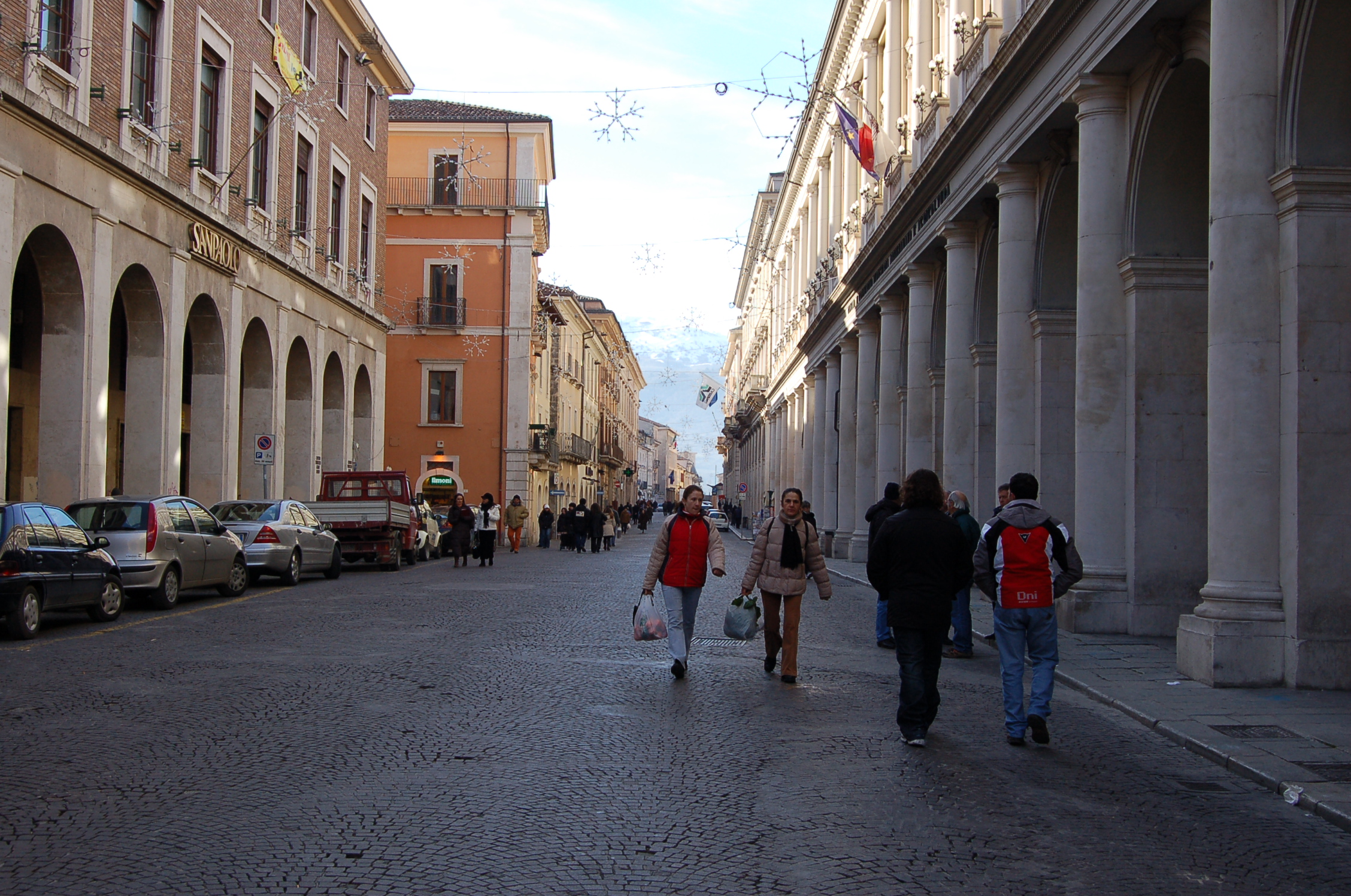
Ulica w centrum miasta

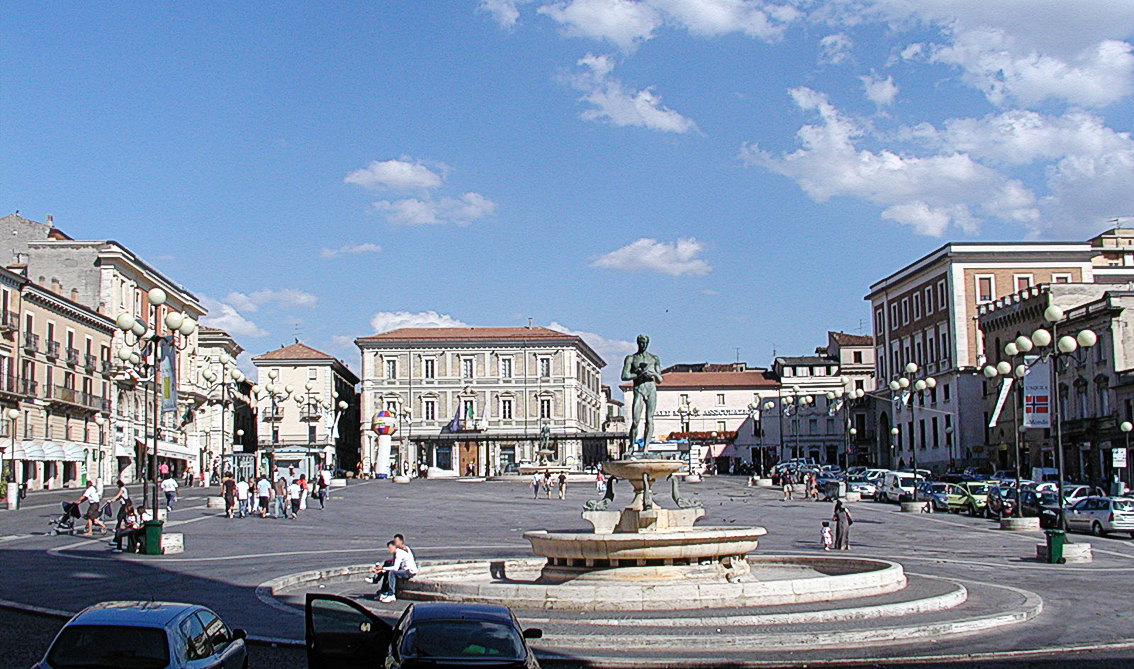
Piazza Duomo

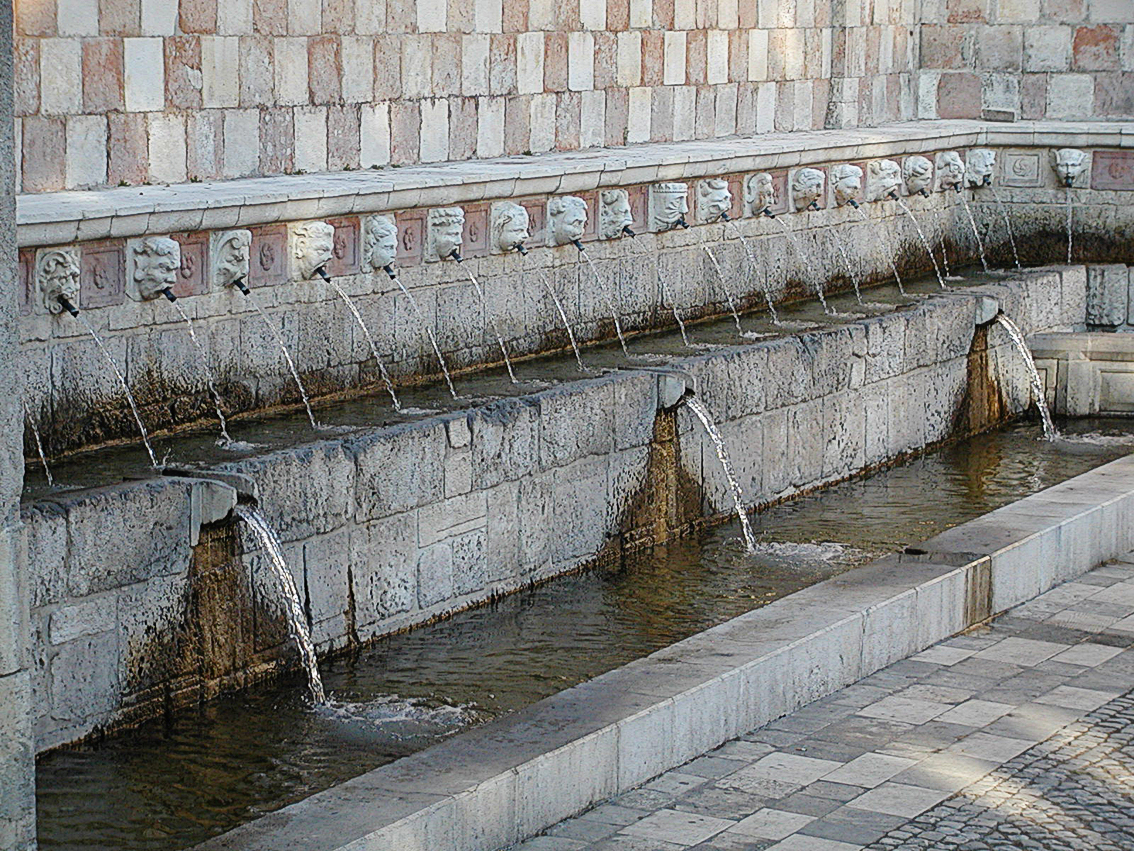
Fontanna

Kościół Santa Maria di Collemaggio

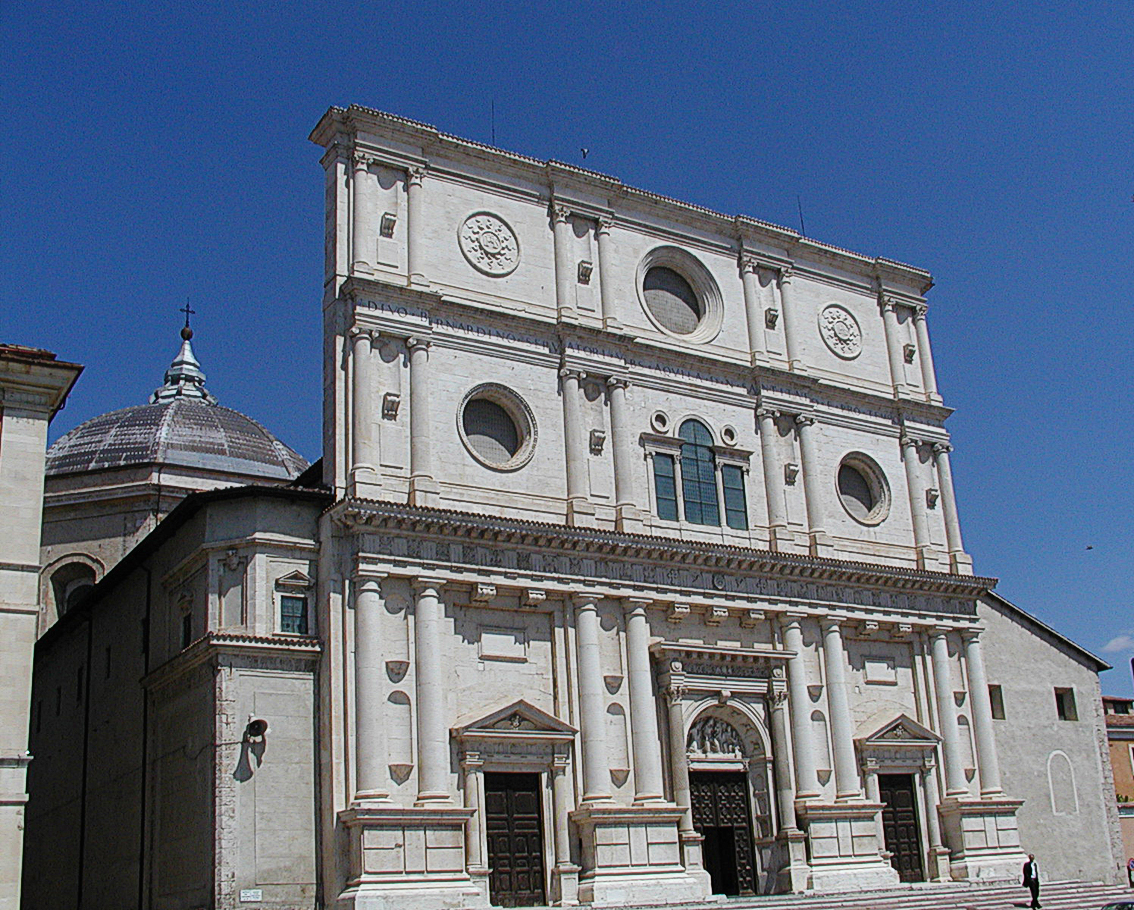
Kościół San Bernardino

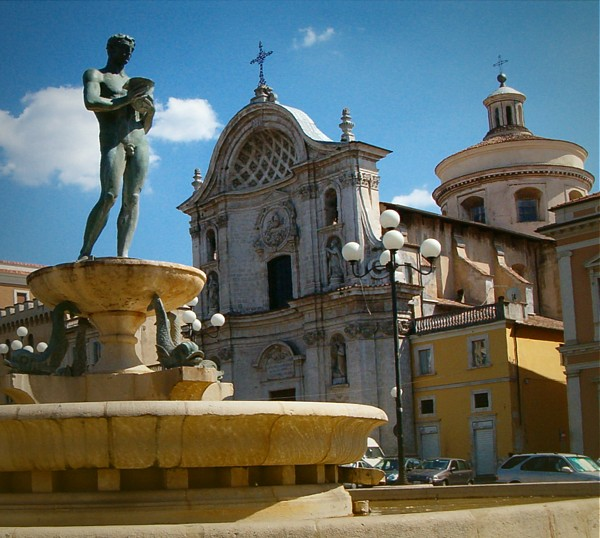
Kościół Santa Maria del Suffragio

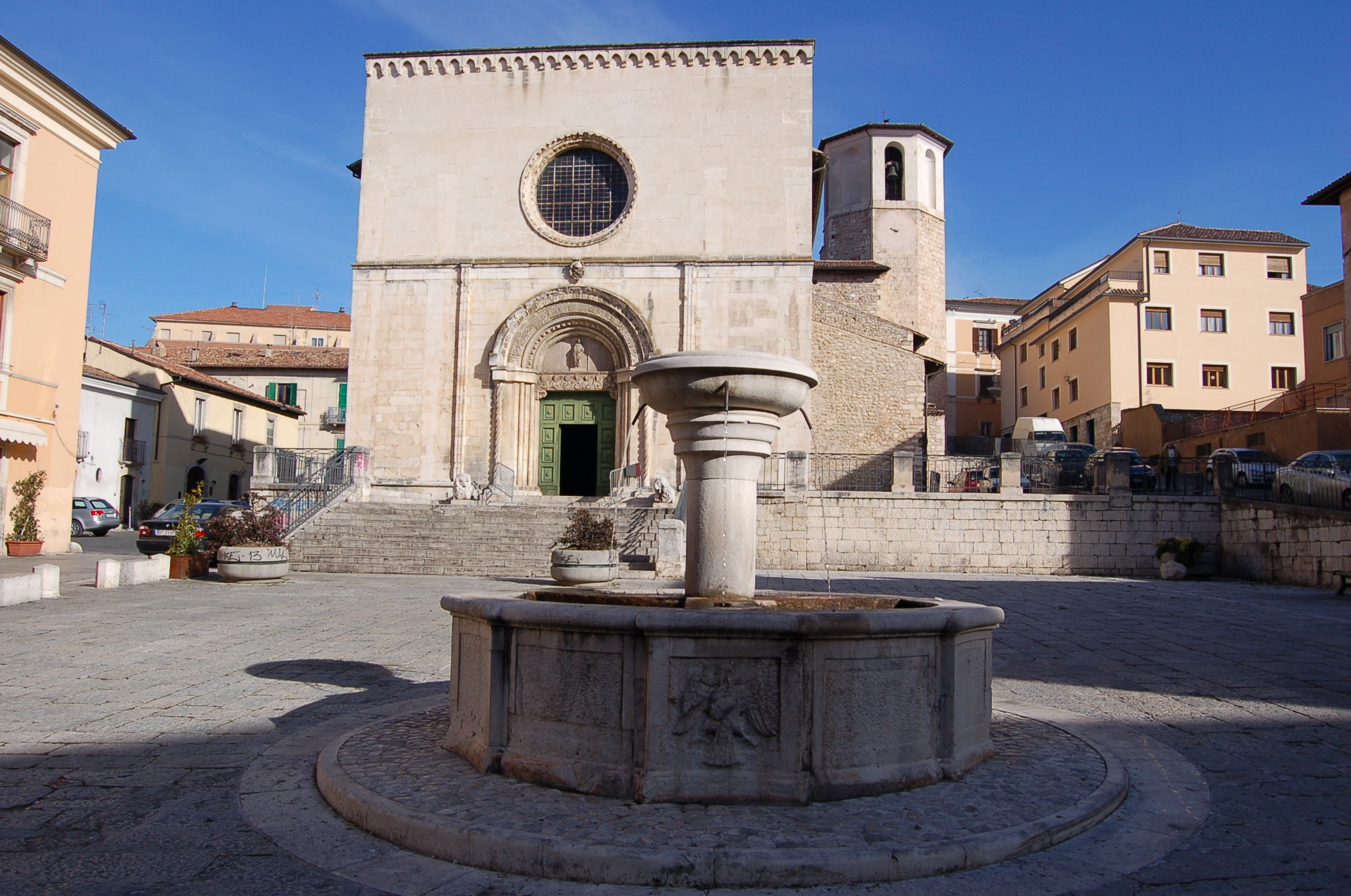
Kościół San Pietro a Coppito

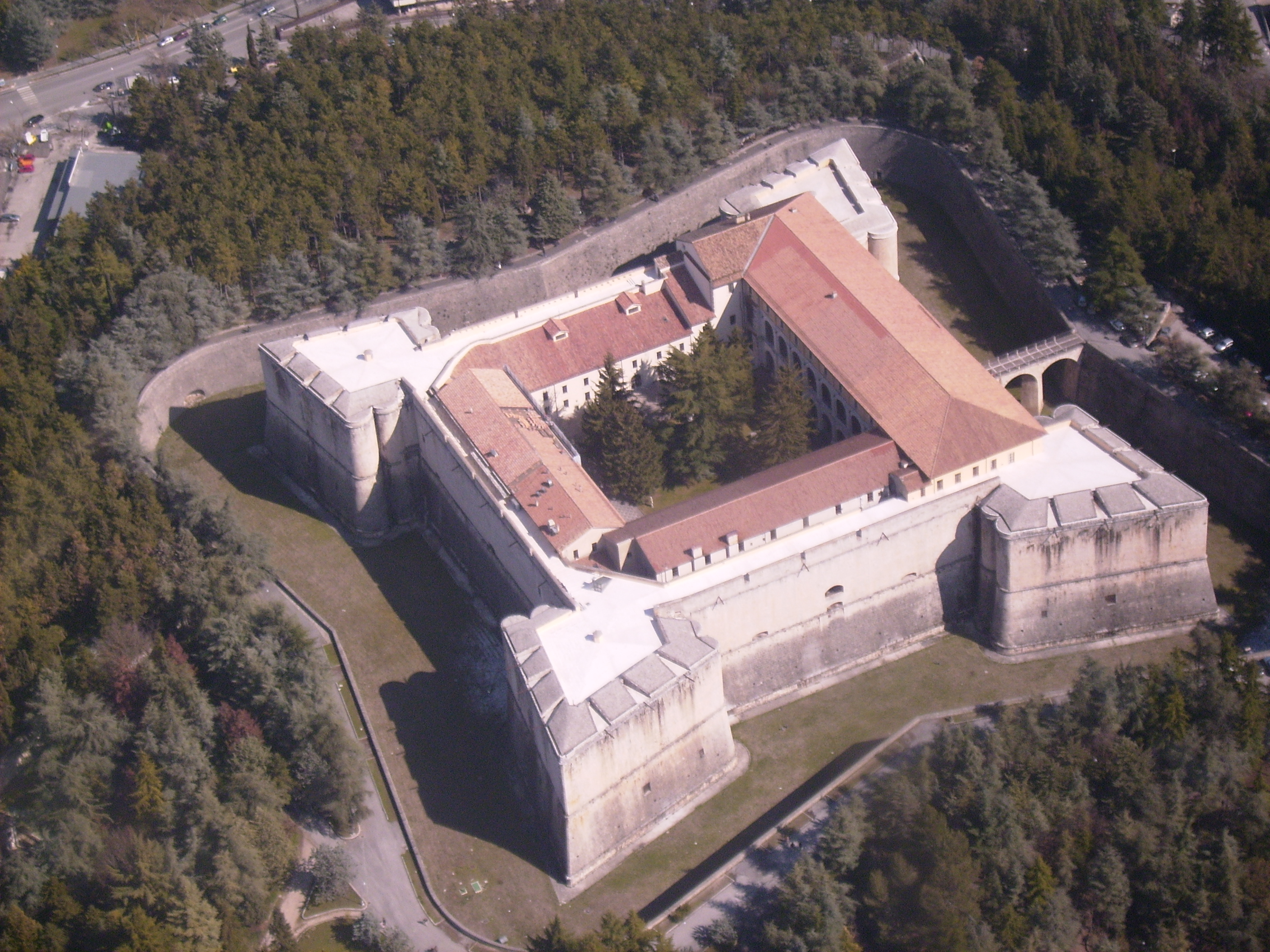
Szesnastowieczny zamek z czasów panowania Hiszpanów

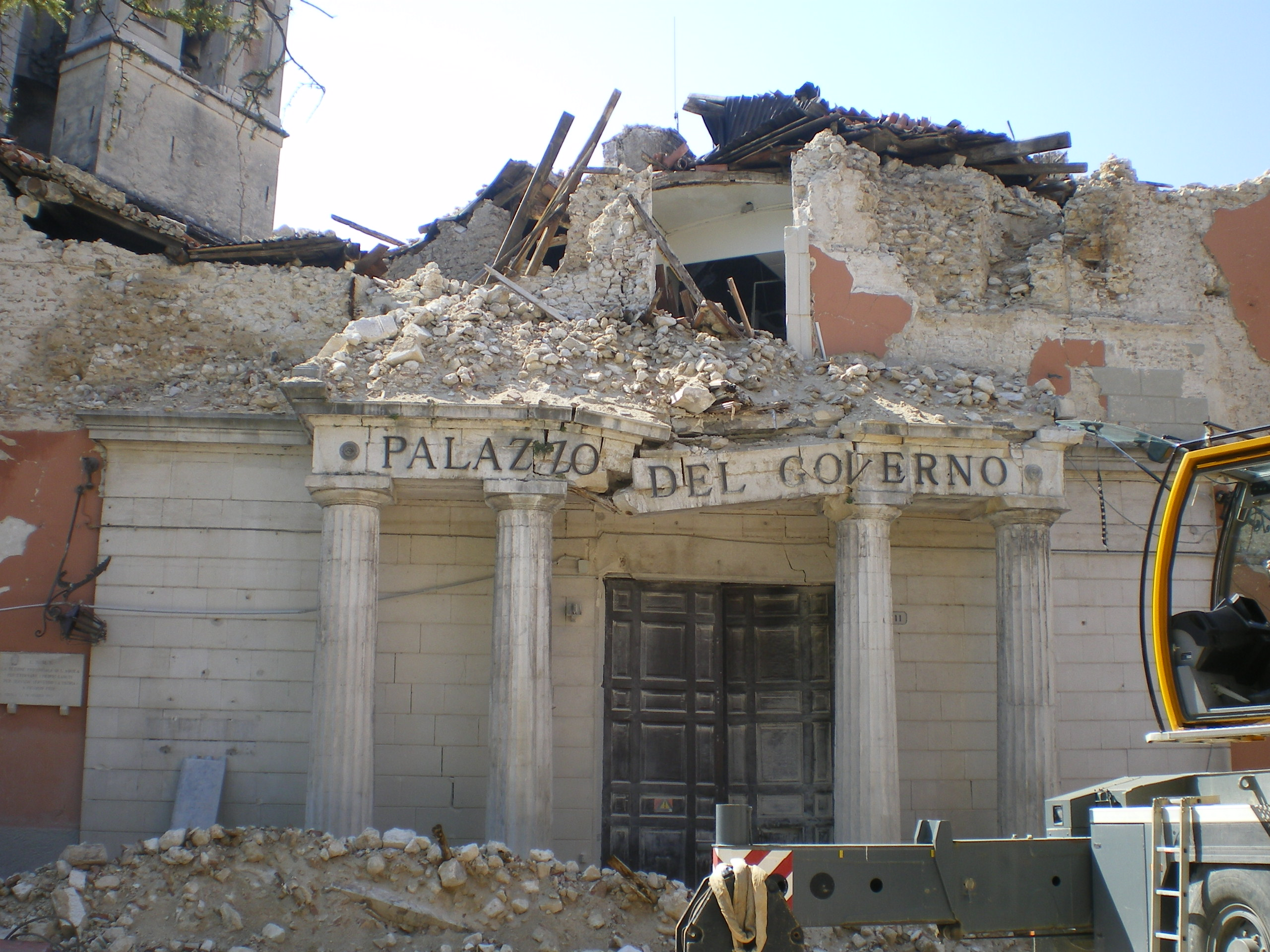
Budynek zniszczony w czasie trzęsienia ziemi

L’Aquila – miasto w środkowych Włoszech, u podnóża Apeninu Abruzyjskiego, nad rzeką Aterno, na północny wschód od Rzymu. W 2004 roku gminę zamieszkiwało 70,9 tys. osób. Ośrodek administracyjny regionu Abruzja i prowincji L’Aquila.

## Historia
Założone w 1240 przez cesarza Fryderyka II, zbudowane na planie przypominającym zarys orła cesarskiego (stąd nazwa – łac. aquila oznacza orła). W średniowieczu centrum farbiarstwa tkanin i handlu szafranem. 1266–1529 rozkwit, a od 1257 biskupstwo; od 1881 arcybiskupstwo.

### Trzęsienia ziemi
Miasto było wielokrotnie nawiedzane przez trzęsienia ziemi. Najpoważniejsze odnotowano w latach: 1315, 1349, 1452, 1501, 1646, 1703).

### Trzęsienie ziemi w 2009
6 kwietnia 2009 o godzinie 3:32 w nocy miejscowość nawiedziło silne trzęsienie ziemi o sile 6,3 w skali Richtera. Wiele budynków w miejscowości uległo całkowitemu zniszczeniu. W wyniku wstrząsów w dużym stopniu została zniszczona historyczna zabudowa miasta, zginęło 308 osób, a ok. 1500 osób zostało rannych. 10 tys. budynków zostało doszczętnie zniszczonych, a 17 tys. ludzi bez dachu nad głową.

## Przemysł
- włókienniczy,
- maszynowy,
- elektrotechniczny

## Transport
W mieście znajduje się stacja kolejowa L’Aquila.

## Zabytki
- kościoły z XIII–XIV w.,
- Katedra z 1300 r.,
- zamek (obecnie muzeum) z XVI w.,
- pałace z XV–XVIII w.

## Miasta partnerskie
- Rottweil, Niemcy
- York, Kanada
- Cuenca, Hiszpania
- Hobart, Australia
- Zielona Góra, Polska
- Bernalda, Włochy
- Bystrzyca, Rumunia
- Baalbek, Liban